# So sánh các hệ quản trị cơ sở dữ liệu quan hệ
Bảng sau đây so sánh các thông tin chung và chi tiết về kỹ thuật của các hệ thống quản trị cơ sở dữ liệu quan hệ. Nhắp chuột vào tên hệ thống để xem thêm thông tin chi tiết. Bảng so sánh này chưa bao gồm tất cả các hệ thống quản trị cơ sở dữ liệu quan hệ hiện có và có thể chưa được cập nhật các tính năng mới nhất của các hệ thống. Ngoại trừ các ghi chú thêm, sự so sánh sau đây là dựa trên phiên bản ổn định của các hệ thống quản trị cơ sở dữ liệu quan hệ chưa thêm công cụ bổ sung, mở rộng hoặc chương trình ngoài.

## Thông tin chung
|                            | Công ty                             | Ngày phát hành phiên bản đầu tiên | Phiên bản ổn định mới nhất | Giấy phép sử dụng                    |
| -------------------------- | ----------------------------------- | --------------------------------- | -------------------------- | ------------------------------------ |
| Adaptive Server Enterprise | Sybase                              | 1987                              | 15.0                       | Độc quyền                            |
| ADS                        | ADS                                 | 2003                              | 3.4                        | Độc quyền                            |
| Apache Derby               | Apache                              | 2004                              | 10.1.2.1                   | Giấy phép Apache                     |
| DB2                        | IBM                                 | 1982                              | 8.2                        | Độc quyền                            |
| Firebird                   | Firebird Foundation                 | Ngày 25 tháng 7 năm 2000          | 1.5.3                      | Giấy phép Initial Developer's Public |
| Informix                   | IBM                                 | 1985                              | 10.0                       | Độc quyền                            |
| HSQLDB                     | HSQL Development Group              | 2001                              | 1.8.0                      | BSD                                  |
| H2                         | H2 Software                         | 2005                              | 0.9                        | Miễn phí                             |
| Ingres (cơ sở dữ liệu)     | Ingres Corp.                        | 1974                              | Ingres 2006 II 9.0.4       | GPL và Độc quyền                     |
| InterBase                  | Borland                             | 1985                              | 7.5.1                      | Độc quyền                            |
| MaxDB                      | MySQL AB, SAP AG                    | ?                                 | 7.6                        | GPL or Độc quyền                     |
| Microsoft SQL Server       | Microsoft                           | 1989                              | 9.00.1399 (2005)           | Độc quyền                            |
| MySQL                      | MySQL AB                            | Tháng 11 năm 1996                 | 5.0                        | GPL or Độc quyền                     |
| Oracle                     | Oracle Corporation                  | 1977                              | 10g Release 2              | Độc quyền                            |
| PostgreSQL                 | PostgreSQL Global Development Group | Tháng 6 năm 1989                  | 8.1.3                      | BSD                                  |
| Pyrrho DBMS                | University of Paisley               | Tháng 11 năm 2005                 | 0.5                        | Độc quyền                            |
| SmallSQL                   | SmallSQL                            | Ngày 16 tháng 4 năm 2005          | 0.12                       | LGPL                                 |
| SQLite                     | D. Richard Hipp                     | Ngày 17 tháng 8 năm 2000          | 3.3.5                      | Public domain                        |
| Teradata                   | Teradata                            | 1984                              | V2R6.1                     | Độc quyền                            |
| WX2                        | Kognitio                            | 1988                              | 5.x                        | Độc quyền                            |
|                            | Công ty                             | Ngày phát hành phiên bản đầu tiên | Phiên bản ổn định mới nhất | Giấy phép sử dụng                    |

## Hệ điều hành được hỗ trợ
Các hệ quản trị cơ sở dữ liệu quan hệ trên có thể chạy trên những hệ điều hành sau:
|                            | Windows   | Mac OS X | Linux         | BSD   | UNIX         | z/OS 1 |
| -------------------------- | --------- | -------- | ------------- | ----- | ------------ | ------ |
| Adaptive Server Enterprise | Có        | Có       | Có            | Có    | Có           | Không  |
| ADS                        | Có        | Không    | Có            | Có    | Có           | Có     |
| Apache Derby 2             | Có        | Có       | Có            | Có    | Có           | Có     |
| DB2                        | Có        | Không    | Có            | Không | Có           | Có     |
| Firebird                   | Có        | Có       | Có            | Có    | Có           | Maybe  |
| HSQLDB 2                   | Có        | Có       | Có            | Có    | Có           | Có     |
| H2 2                       | Có        | Có       | Có            | Có    | Có           | Maybe  |
| Informix                   | Có        | Có       | Có            | Có    | Có           | Không  |
| Ingres                     | Có        | Có       | Có            | Có    | Có           | Có thể |
| InterBase                  | Có        | Không    | Có            | Không | Có (Solaris) | Không  |
| Adabas                     | Có        | Không    | Có            | Không | Có           | Có     |
| MaxDB                      | Có        | Không    | Có            | Không | Có           | Có thể |
| Microsoft SQL Server       | Có        | Không    | Không         | Không | Không        | Không  |
| MySQL                      | Có        | Có       | Có            | Có    | Có           | Có thể |
| Oracle                     | Có        | Có       | Có            | Không | Có           | Có     |
| PostgreSQL                 | Có        | Có       | Có            | Có    | Có           | Có thể |
| Pyrrho DBMS                | Có (.NET) | Không    | Có (Riêng lẻ) | Không | Không        | Không  |
| SmallSQL                   | Có        | Có       | Có            | Có    | Có           | Có     |
| SQLite                     | Có        | Có       | Có            | Có    | Có           | Có thể |
| Teradata                   | Có        | Không    | Có            | Không | Có           | Không  |
|                            | Windows   | Mac OS X | Linux         | BSD   | UNIX         | z/OS 1 |

Ghi chú (1): Hệ quản trị có mã nguồn mở có tính năng tương thích với UNIX sẽ chạy trên z/OS, một hệ thống con được dựng sẵn trong hệ thống dịch vụ của UNIX.
Ghi chú (2): Hệ quản trị cơ sở dữ liệu phụ thuộc vào máy ảo Java không phụ thuộc vào hệ điều hành

## Tính năng cơ bản
Thông tin về tính năng cơ bản của RDDBMS (Hệ thống quản trị cơ sở dữ liệu quan hệ) dưới đây đều được hỗ trợ sẵn.
|                            | ACID        | Referential integrity | Transactions | Unicode                     |
| -------------------------- | ----------- | --------------------- | ------------ | --------------------------- |
| Adaptive Server Enterprise | Có          | Có                    | Có           | Có                          |
| ADS                        | Có          | Có                    | Có           | Có                          |
| Apache Derby               | Có          | Có                    | Có           | Có                          |
| DB2                        | Có          | Có                    | Có           | Có                          |
| Firebird                   | Có          | Có                    | Có           | Có                          |
| HSQLDB                     | Có          | Có                    | Có           | Có                          |
| H2                         | Có          | Có                    | Có           | Có                          |
| Informix                   | Có          | Có                    | Có           | Có                          |
| Ingres                     | Có          | Có                    | Có           | Có                          |
| InterBase                  | Có          | Có                    | Có           | Có                          |
| MaxDB                      | Có          | Có                    | Có           | Có                          |
| Microsoft SQL Server       | Có          | Có                    | Có           | Có                          |
| MySQL                      | Phụ thuộc 3 | Phụ thuộc 3           | Phụ thuộc 3  | Có / UTF-8 (3-byte) & UCS-2 |
| Oracle                     | Có          | Có                    | Có           | Có                          |
| PostgreSQL                 | Có          | Có                    | Có           | Có / UTF-8 (4-byte)         |
| Pyrrho DBMS                | Có          | Có                    | Có           | Có                          |
| SQLite                     | Có          | Không 4               | Cơ bản 4     | Có                          |
| Teradata                   | Có          | Có                    | Có           | Có                          |
|                            | ACID        | Referential integrity | Transactions | Unicode                     |

Ghi chú (3): Để giao dịch và toàn vẹn liên quan, bảng kiểu InnoDB buộc phải sử dụng làm kiểu mặc định, MyISAM không hỗ trợ tính năng này. Mặc dù vậy ngay cả khi kiểm của bảng là InnoDB cho phép lưu trữ giá trị của nó vượt qua giới hạn giới hạn giữ liệu; một vài khung nhìn vẫn bắt buộc phải tuân thủ tính toàn vẹn của ACID.
Ghi chú (4): FOREIGN KEY constraints are parsed but are not enforced. Triggers can be used instead. Nested transactions are not supported. 

## Bảng và khung nhìn
Thông tin về bảng và khung nhìn  3 được hỗ trợ sẵn trong hệ thống. 
|                            | Bảng tạm | Khung nhìn cụ thể  |
| -------------------------- | -------- | ------------------ |
| Adaptive Server Enterprise | Có 5     | Không              |
| ADS                        | Có       | Có                 |
| Apache Derby               | Có       | Không              |
| DB2                        | Có       | Có                 |
| Firebird                   | Không    | Không              |
| HSQLDB                     | Có       | Không              |
| H2                         | Có       | Không              |
| Informix                   | Có       | Có                 |
| Ingres                     | Có       | Ingres r4          |
| InterBase                  | Có       | Không              |
| MaxDB                      | Có       | Không              |
| Microsoft SQL Server       | Có       | Có                 |
| MySQL                      | Có       | Tương tự 6         |
| Oracle                     | Có       | Có                 |
| PostgreSQL                 | Có       | Tương tự 7         |
| Pyrrho DBMS                | Không    | Không              |
| SQLite                     | Có       | Không              |
| Teradata                   | Có       | Có                 |
|                            | Bảng tạm | Khung nhìn cố định |

Note (5): Máy chủ cung cấp tempdb, là một bảng tạm sử dụng trong một phiên làm việc có thể sử dụng chung và riêng.
 Lưu trữ ngày 30 tháng 6 năm 2007 tại Wayback Machine
Note (6): Tương tự như Postgres, khung nhìn cố định có thể giả lập bằng cách sử dụng thủ tục lưu trữ và triggers. Ví dụ:  Lưu trữ ngày 23 tháng 4 năm 2006 tại Wayback Machine.
Note (7): Khung nhìn cố định có thể giả lập với PL/pgSQL, PL/Perl, PL/Python, hoặc các ngôn ngữ thủ tục khác. Ví dụ: .

## Chỉ mục
Thông tin chỉ mục được hỗ trợ sẵn trong các hệ thống quản trị cơ sở dữ liệu quan hệ.
|                            | Cây R-/Cây R+                               | Hàm băm                   | Biểu thức (lập trình) | Chỉ mục từng phần | Chỉ mục đảo | Bitmap    | GiST  |
| -------------------------- | ------------------------------------------- | ------------------------- | --------------------- | ----------------- | ----------- | --------- | ----- |
| Adaptive Server Enterprise | Không                                       | Không                     | Không                 | Không             | Có          | Không     | Không |
| ADS                        | Có                                          | Có                        | Có                    | Không             | Có          | Có        | Không |
| Apache Derby               | Không                                       | Không                     | Không                 | Không             | Không       | Không     | Không |
| DB2                        | Không                                       | ?                         | Không                 | Không             | Có          | Có        | Không |
| Firebird                   | Không                                       | Không                     | Không                 | Không             | Không       | Không     | Không |
| HSQLDB                     | Không                                       | Không                     | Không                 | Không             | Không       | Không     | Không |
| H2                         | Không                                       | Không                     | Không                 | Không             | Không       | Không     | Không |
| Informix                   | Có                                          | Có                        | Có                    | Có                | Có          | Có        | Không |
| Ingres                     | Có                                          | Có                        | Ingres r4             | Không             | Không       | Ingres r4 | Không |
| InterBase                  | ?                                           | ?                         | Không                 | Không             | Không       | Không     | Không |
| MaxDB                      | ?                                           | ?                         | Không                 | Không             | Không       | Không     | Không |
| Microsoft SQL Server       | ?                                           | Non/Cluster & fill factor | Có 8                  | Có 9              | Có 8        | Không     | Không |
| MySQL                      | trong SQL 5.0 MyISAM, BDB, hoặc bảng InnoDB | chỉ có bảng HEAP          | Không                 | Không             | Không       | Không     | Không |
| Oracle                     | chỉ có ở phiên bản EE                       | Bảng gộp                  | Có                    | Không             | Có          | Có        | Không |
| PostgreSQL                 | Có                                          | Có                        | Có                    | Có                | Có 10       | Có        | Có    |
| Pyrrho DBMS                | Không                                       | Không                     | Không                 | Không             | Không       | Không     | Không |
| SQLite                     | Không                                       | Không                     | Không                 | Không             | Có          | Không     | Không |
| Teradata                   | Không                                       | Có                        | Có                    | Có                | Không       | Có        | Không |
|                            | Cây R-/Cây R+                               | Hàm băm                   | Biểu thức (lập trình) | Chỉ mục từng phần | Chỉ mục đảo | Bitmap    | GiST  |

Note (8): Có thể thực hiện bằng chỉ mục của cột có thể tính toán hay khung nhìn đã được sắp xếp chỉ mục. 
Note (9): Có thể thực hiện bằng khung nhìn đã được sắp xếp chỉ mục. 
Note (10): Chức năng chỉ mục của PostgreSQL có thể sử dụng để đảo ngược thứ tự của các trường dữ liệu.

## Các đối tượng khác
Thông tin về các đối tượng khác được hỗ trợ sẵn trong các hệ thống quản trị cơ sở dữ liệu quan hệ.
|                            | Domain               | Cursor | Trigger | Hàm 11 | Thủ tục 11 | External routine 11 |
| -------------------------- | -------------------- | ------ | ------- | ------ | ---------- | ------------------- |
| Adaptive Server Enterprise | Có                   | Có     | Có      | Có     | Có         | Có                  |
| ADS                        | Có                   | Có     | Có      | Có     | Có         | Có                  |
| Apache Derby               | Không                | Có     | Có      | Có 12  | Có 12      | Có 12               |
| DB2                        | Không                | Có     | Có      | Có     | Có         | Có                  |
| Firebird                   | Có                   | Có     | Có      | Có     | Có         | Có                  |
| HSQLDB                     | ?                    | Không  | Có      | Có     | Có         | Có                  |
| H2                         | ?                    | Không  | Có      | Có     | Có         | Có                  |
| Informix                   | ?                    | Có     | Có      | Có     | Có         | Có                  |
| Ingres                     | Có                   | Có     | Có      | Có     | Có         | Có                  |
| InterBase                  | Có                   | Có     | Có      | Có     | Có         | Có                  |
| MaxDB                      | Có                   | Có     | Có      | Có     | Có         | ?                   |
| Microsoft SQL Server       | Có (2000 and beyond) | Có     | Có      | Có     | Có         | Có                  |
| MySQL                      | Không                | Có     | Có      | Có     | Có         | Có                  |
| Oracle                     | Có                   | Có     | Có      | Có     | Có         | Có                  |
| PostgreSQL                 | Có                   | Có     | Có      | Có     | Có         | Có                  |
| Pyrrho DBMS                | Có                   | Có     | Có      | Có     | Có         | Có                  |
| SQLite                     | Không                | Không  | Có      | Không  | Không      | Có                  |
| Teradata                   | Không                | Có     | Có      | Có     | Có         | Có                  |
|                            | Domain               | Cursor | Trigger | Hàm    | Thủ tục    | External routine    |

Ghi chú(11): Cả hàm và thủ tục đều nói đến các chương trình nhỏ để xử lý dữ liệu (internal routines) được viết bằng ngôn ngữ SQL và/hoặc ngôn ngữ thủ tục như PL/SQL. External routine được viết bằng các ngông ngữ lập trình như C, Java, Cobol v.v... Thủ tục lưu trữ là từ để nói đến internal routines và external routine. Nhưng nó được định nghĩa rất khác nhau giữa các nhà cung cấp phần mềm.

Ghi chú (12): Trong Derby, mã của hàm và thủ tục được viết bằng ngôn ngữ Java.
AÁỨ